# Mirko Vujković
Mirko Vujković (Palić, 22. veljače 1943. - 5. rujna 2015.), dugogodišnji srbijanski športski radnik, svestrani športaš, uspješni rukometaš, hokejaš i vaterpolist, višedesetljetni trener svih selekcija u hokejaškom i vaterpolo klubu "Spartak", iz zajednice bačkih Hrvata. Osobito je strastveno živio za vaterpolo.
Športom se počeo bviti još davno na Paliću gdje je s drugovima, ovisno o sezoni, igrao prvo vaterpolo, a potom zimi,kada bi se jezero zaledilo, hokej. Glede rukometa njime se bavio aktivno, igrajući u momčadi beogradskog Partizana. Zarana se opredijelio za zvanje športskog trenera. U Pragu je završio Višu trenersku školu, smjer hokej. Prema Vujkovićevim riječima, hokej mu je prvi šport u srcu i najveća športska ljubav, a i glede samih ostvarenih rezultata te činjenice da je u raznim dobnim skupinama vodio reprezentaciju od 1980. do 1995. godine. Specifičnost ravničarske Subotice, koja ima veliku tradiciju u dva posve netipična športa za matični prostor (vaterpolo i hokej na ledu), Vujković je obrazlagao velikim zaslugama braće Ladocki za razvitak hokeja i vaterpola, koji su Subotičane, ovisno o godišnjem dobu i sezoni, trenirali i učili na Paliću.
U rukometu, hokeju i vaterpolu djelovao je Vujković punih 40 godina. Cijelu svoju športsku karijeru proveo je u subotičkom Spartaku.
Postigao je ove rezultate u klupskom športu: 1981./1982. drugo mjesto s juniorima; 1982./1983. prvo mjesto s juniorima; 1983./1984. prvo mjesto s juniorima; 1994./1995. prvo mjesto s juniorima i pionirima, a drugo mjesto s kadetima; 1995./1996. prvo mjesto s juniorima, početnicima a i iste godine i prvo mjesto s mlađim početnicima dok je s kadetima osvojio drugo mjesto.
U reprezentaciji u hokeju na ledu bio je trener od 1980. do 1984. godine za uzrast od 18 godina, zatim 1992/1993. trener za seniorsku selekciju i ponovo od 1994. do 1997. godine za uzrast od 18 godina. S hokejaškim reprezentativnim selekcijama kao trener postigao je ove rezultate: 1980./1981. brončana medalja; 1982./1983. zlatna medalja; 1995./1996. srebrna medalja. Hokejem se bavio do kasne životne dobi. I u 63. godini, tri puta tjedno igrao je hokej s veteranima Spartaka. Osobno se ponosio s nekoliko titula prvaka države u mlađim kategorijama, od pionirskih do juniorskih, posebice dvije juniorske titule prvaka bivše SFRJ, a u reprezentativnoj konkurenciji osvajanje drugog mjesta 1981. godine u B skupini svjetskog prvenstva za seniore.
Vaterpolo je igrao u Spartaku do 1979., nakon čega je nastavio raditi kao trener. 
Vaterpolski rad u VK Spartaku nije prošao nezapaženo, zbog čega je dobio puno priznanja i nagrada za rad i doprinos u unapređivanju vaterpola. Među ostalima su diploma za uspjeh u natjecateljskoj sezoni 1995. god plasman u viši rang JUVAL – B, za osvojeno 2. mjesto prvenstva Vojvodine za juniore i kadete, diplomu za uspjeh u sezoni 1997./98., sudjelovanje u poluzavršnici kupa Jugoslavije, osvojeno 1. mjesto u JUVAL – A/A2, osvojeno 7. mjesto u JUVAL – A. Vojvođanski vaterpolski savez dodijelio mu je priznanja za uspješni trenerski rad: diplomu za osvojeno 6. mjesto u prvenstvu Jugoslavije za kadete 1992. god; za trenerski rad u seniorskim, juniorskim i kadetskim selekcijama s rezultatom 5. – 7. mjesto JAL 94, 11 mjesto seniori – amateri Vojvodine 94, 1. mjesto omladinci Vojvodine 94, 3. mjesto kadeti Vojvodine 94. Uz sve te rezultate, vojvođanski vaterpolski savez dao mu je priznanje za dugogodišnji rad i postignute rezultate na unapređenju vaterpolo sporta u Vojvodini od 1975. do 2000. godine. Vaterpolo savez Jugoslavije dao mu je diplomu za uspješan trenerski rad, diplomu za osvojeno 2. mjesto u YUWAL – B - 97.
2005. Yu eco RTV dodijelila mu je nagradu za najboljeg trenera za veliki doprinos športu u Subotici i Srbiji.
2015. je prilikomproslave 70 godina postojanja Sportskog društva "Spartak" bio je jedan od dobitnika priznanja za izuzetan rad i doprinos razvoju ovog sportskog društva.
Umro je 5. rujna 2015. godine. Pokopan je na Senćanskom groblju u Subotici.